# Jezioro Ochrydzkie
Jezioro Ochrydzkie (mac. Охридско Езеро, alb. Liqeni i Ohrit) – duże (358 km² powierzchni) trzeciorzędowe jezioro, leżące na Półwyspie Bałkańskim, rozdzielone granicą między Albanię i Macedonię Północną.
Jezioro słodkowodne, liczy 358 km² powierzchni. Po albańskiej stronie okoliczne tereny stanowią pola uprawne, głównie kukurydzy i innych zbóż.

## Dziedzictwo kulturowe
Jezioro Ochrydzkie wraz z otaczającym je regionem figuruje na liście światowego dziedzictwa UNESCO od 1979 roku. Na brzegach jeziora zachowało się wiele zabytków przeszłości, m.in. sięgająca okresu średniowiecza twierdza cara Samuela oraz zabytkowe centrum miasta w Ochrydzie, klasztor św. Nauma, liczne niewielkie cerkiewki (m.in. cerkiew św. Jana Teologa w Kaneo).

## Fauna
Z ryb w jeziorze występuje m.in. endemiczny łosoś Salmo letnica. Endemitem jest także gąbka Ochridospongia rotunda. Od 2000 roku BirdLife International uznaje jezioro za ostoję ptaków IBA ze względu na zimujące na nim ptaki wodne. Należy do nich hełmiatka (Netta rufina), gągoł (Bucephala clangula), perkoz zausznik (Podiceps nigricollis), kormoran mały (Microcarbo pygmeus) oraz łyska zwyczajna (Fulica atra).

## Historia
Najstarsze ślady osadnictwa nad jeziorem pochodzą z lat 6000–5800 p.n.e. Nad brzegiem jeziora znajdowała się wówczas osada na palach, najstarsza znana tego typu w Europie. Wieś zamieszkiwało od 200 do 500 osób i posiadała zaawansowane fortyfikacje. Odkrycia osady dokonano w 2023 roku.